# Vela ai Giochi della VIII Olimpiade - Olympic Monotype
La competizione della categoria Olympic Monotype  di vela ai Giochi della VIII Olimpiade si tenne dal 10 al 13 luglio 1924 presso il Bassin de Meulan-les-Mureaux. 
Tra i 17 partecipanti una rappresentante femminile, la svizzera Ella Maillart.

## Eliminatorie
Due turni eliminatori, i concorrenti furono divisi in due gruppi da 8 per sorteggio. I primi due di ogni serie si qualificarono per il turno finale.

### 1ª Eliminatoria
Si disputò il 10 luglio.
| Pos. | Atleta              | Nazione       | Tempo    |
| ---- | ------------------- | ------------- | -------- |
| 1    | Hans Dittmar        | Finlandia     | 1h58'35" |
| 2    | Léon Huybrechts     | Belgio        | 1h59'26" |
| 3    | Clarence Hammar     | Svezia        | 2h01'12" |
| 4    | Harold Fowler       | Gran Bretagna | 2h02'40" |
| 5    | Bernardo Milhas     | Argentina     | 2h03'15" |
| 6    | Edward Bryzemejster | Polonia       | 2h05'10" |
| 7    | Norman Robertson    | Canada        | 2h05'30" |
| -    | Johan Hin           | Paesi Bassi   | DQ       |

| Pos. | Atleta               | Nazione        | Tempo    |
| ---- | -------------------- | -------------- | -------- |
| 1    | Henrik Robert        | Norvegia       | 1h55'56" |
| 2    | Santiago Amat        | Spagna         | 1h57'04" |
| 3    | Rupert Ellis-Brown   | Sudafrica      | 1h57'25" |
| 4    | Albert Michelet      | Francia        | 1h59'10" |
| 5    | Ella Maillart        | Svizzera       | 1h59'50" |
| 6    | Émile Barral         | Monaco         | 2h01'31" |
| 7    | Eduard Bürgermeister | Cecoslovacchia | 2h02'25" |
| -    | Aage Høy-Petersen    | Danimarca      | DNF      |

Frederico de Mendonça  Portogallo esentato per sorteggio.

### 2ª Eliminatoria
Si disputò il 11 luglio. 
| Pos. | Atleta               | Nazione        | Tempo    |
| ---- | -------------------- | -------------- | -------- |
| 1    | Johan Hin            | Paesi Bassi    | 1h58'39" |
| 2    | Harold Fowler        | Gran Bretagna  | 2h06'15" |
| 3    | Bernardo Milhas      | Argentina      | 2h19'01" |
| 4    | Santiago Amat        | Spagna         | 2h19'54" |
| 5    | Rupert Ellis-Brown   | Sudafrica      | 2h22'14" |
| 6    | Eduard Bürgermeister | Cecoslovacchia | 2h31'35" |
| 7    | Aage Høy-Petersen    | Danimarca      | 2h31'44" |
| -    | Léon Huybrechts      | Belgio         | DQ       |

| Pos. | Atleta                | Nazione    | Tempo    |
| ---- | --------------------- | ---------- | -------- |
| 1    | Frederico de Mendonça | Portogallo | 2h02'03" |
| 2    | Hans Dittmar          | Finlandia  | 2h05'27" |
| 3    | Ella Maillart         | Svizzera   | 2h10'30" |
| 4    | Henrik Robert         | Norvegia   | 2h12'39" |
| 5    | Albert Michelet       | Francia    | 2h13'34" |
| 6    | Edward Bryzemejster   | Polonia    | 2h16'37" |
| 7    | Norman Robertson      | Canada     | 2h17'30" |
| -    | Émile Barral          | Monaco     | DNF      |

Clarence Hammar  Svezia esentato per sorteggio.

## Fase Finale
Finale disputata su due regate.

### 1 Serie
Si disputò il 12 luglio.
| Pos. | Atleta                | Nazione       | Tempo   | Punti |
| ---- | --------------------- | ------------- | ------- | ----- |
| 1    | Léon Huybrechts       | Belgio        | 1h32'04 | 1     |
| 2    | Henrik Robert         | Norvegia      | 1h34'03 | 2     |
| 3    | Clarence Hammar       | Svezia        | 1h36'32 | 3     |
| 4    | Santiago Amat         | Spagna        | 1h41'27 | 4     |
| 5    | Hans Dittmar          | Finlandia     | 1h44'58 | 5     |
| 6    | Harold Fowler         | Gran Bretagna | 1h48'09 | 6     |
| -    | Johan Hin             | Paesi Bassi   | DQ      | 8     |
| -    | Frederico de Mendonça | Portogallo    | DNF     | 8     |

### 2 Serie
Si disputò il 13 luglio.
| Pos. | Atleta                | Nazione       | Tempo    | Punti |
| ---- | --------------------- | ------------- | -------- | ----- |
| 1    | Léon Huybrechts       | Belgio        | 1h45'47" | 1     |
| 2    | Johan Hin             | Paesi Bassi   | 1h45'51" | 2     |
| 3    | Hans Dittmar          | Finlandia     | 1h47'39" | 3     |
| 4    | Santiago Amat         | Spagna        | 1h48'20" | 4     |
| 5    | Henrik Robert         | Norvegia      | 1h49'25" | 5     |
| 6    | Harold Fowler         | Gran Bretagna | 1h52'30" | 6     |
| 7    | Frederico de Mendonça | Portogallo    | 2h05'42" | 7     |
| -    | Clarence Hammar       | Svezia        | DQ       | 8     |

## Risultato Finale
| Pos.    | Atleta                | Nazione       | 1 Serie | 2 Serie | Totale | Spareggio |
| ------- | --------------------- | ------------- | ------- | ------- | ------ | --------- |
| Oro     | Léon Huybrechts       | Belgio        | 1       | 1       | 2      |           |
| Argento | Henrik Robert         | Norvegia      | 2       | 5       | 7      |           |
| Bronzo  | Hans Dittmar          | Finlandia     | 5       | 3       | 8      | 1h07'37"  |
| 4       | Santiago Amat         | Spagna        | 4       | 4       | 8      | 1h12'08"  |
| 5       | Johan Hin             | Paesi Bassi   | 8       | 2       | 10     |           |
| 6       | Clarence Hammar       | Svezia        | 3       | 8       | 11     |           |
| 7       | Harold Fowler         | Gran Bretagna | 6       | 6       | 12     |           |
| 8       | Frederico de Mendonça | Portogallo    | 8       | 7       | 15     |           |